# Francisca Moreno
Francisca Moreno (Madrid, 1790 - [...?]) fou una soprano madrilenya, filla del violinista i compositor Francisco José i, germana de la també cantant Benita.
Estudià l'art musical a Itàlia, on passà amb els seus pares i la seva germana quan ella només contava onze anys. la seva veu tenia una extensió de tres octaves, que unit a l'agradable d'aquesta i a la bellesa i elegància de Francisca, no és d'estranyar que fossin molt grans els triomfs que aconseguí en els principals teatres d'Espanya i de l'estranger. Primer a Barcelona, i després a Madrid, donà a conèixer junt amb la seva germana, les òperes de Gioachino Rossini.
A Madrid ambdues germanes donaren dos concerts, en els que aconseguiren molt èxit, i quan el 1816, Ferran VII va contraure matrimoni amb Isabel de Bragança, antaen les dues germanes l'òpera de Rossini L'italiana in Algeri, traduïda al castellà.